# Bad Zurzach

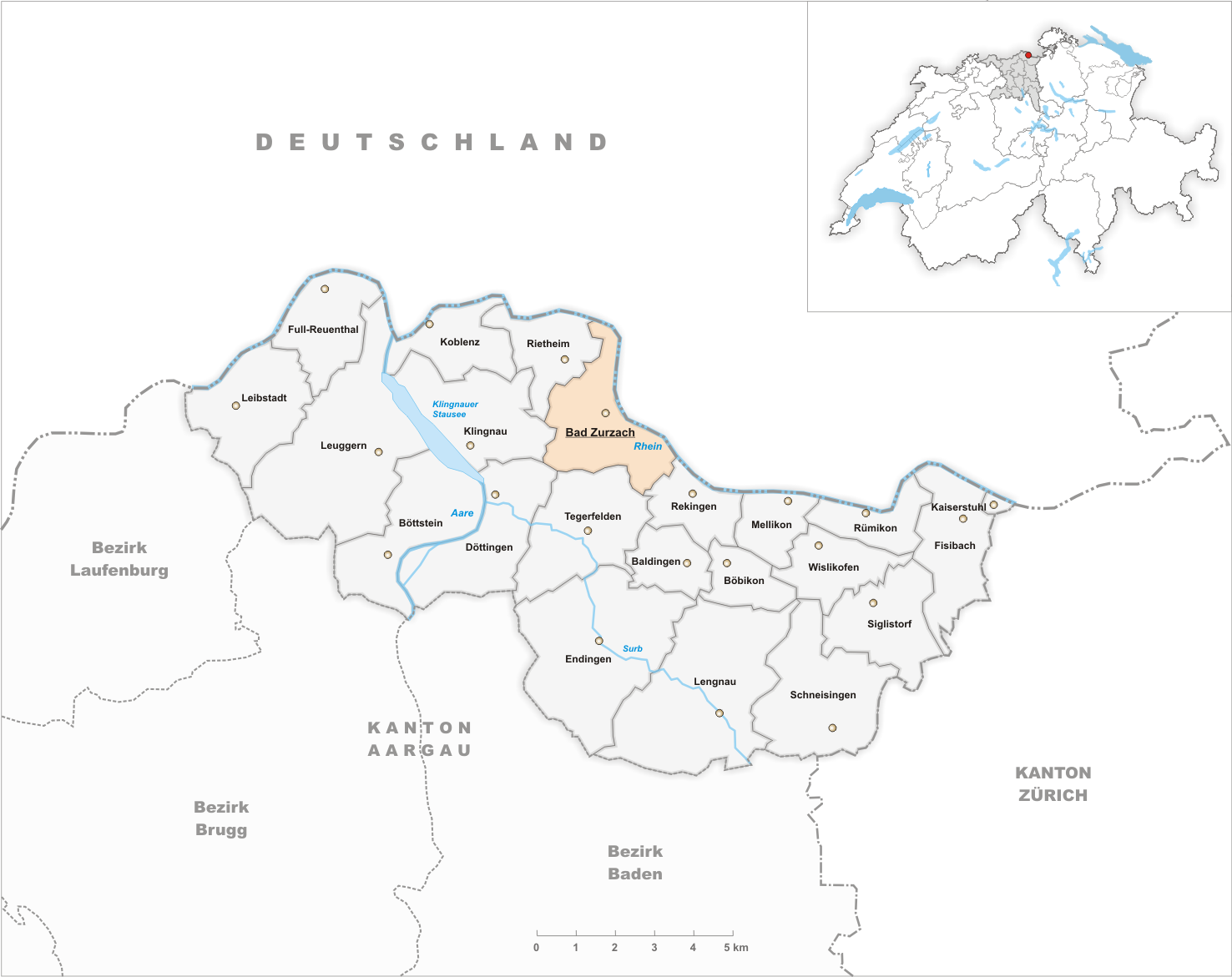
Gemeindestand vor der Fusion am 1. Januar 2022

Bad Zurzach (bis 1. Dezember 2006 offiziell: Zurzach, schweizerdeutsch: Zùùrzi [ˈt͡sʊːrt͡si], lateinisch Tenedone) ist ein Ort in der Einwohnergemeinde Zurzach im Schweizer Kanton Aargau und der Hauptort des Bezirks Zurzach im Nordosten des Kantons. Der Ort bildet ein regionales Unterzentrum, hat sich jedoch nicht zu einer Stadt entwickelt, auch wenn er früh bereits ein Rathaus, das Marktrecht (1433) und ein Spital besass. Aus diesem Grund wird Bad Zurzach traditionell als «Flecken» bezeichnet.
Die Ortschaft liegt am Hochrhein an der Grenze zu Deutschland und ist in der neuesten Zeit vor allem wegen des Thermalbads Zurzach eine beliebte Touristendestination geworden. Seit dem Mittelalter bildete das Grab der Heiligen Verena das Ziel einer überregionalen Wallfahrt.
Am 1. Januar 2022 fusionierte Bad Zurzach mit den Gemeinden Baldingen, Böbikon, Kaiserstuhl, Rekingen, Rietheim, Rümikon und Wislikofen zur neuen Gemeinde Zurzach.

## Geographie
Das Siedlungsgebiet von Bad Zurzach erstreckt sich in der knapp 500 Meter breiten Flussebene links des Rheins von Südosten nach Nordwesten über eine Länge von mehr als zwei Kilometern. Nahe dem Ortszentrum biegt der in nordwestliche Richtung fliessende Fluss in einer weiten Kurve nach Norden ab. An dieser Stelle weitet sich die Ebene auf eine Breite von anderthalb Kilometern aus.
Das historische Zentrum des Fleckens liegt am Ausgang eines kleinen Tals, das die Hügel des Tafeljuras voneinander trennt. Westsüdwestlich des Zentrums erhebt sich der Acheberg (535 m ü. M.) und südsüdöstlich das Hörndli (521 m ü. M.). Beide Hügel weisen steile Flanken auf und gehen in weitläufige Hochplateaus über. Auf den gegen die Ortschaft gerichteten Felskopf des Achebergs führt der Chatzesteig, am nördlichsten Vorsprung des Hörndli liegt das Chänzeli. Zwischen den beiden Bergen führt die Strasse über den Passübergang des Zurzacherbergs (476 m ü. M.). Über die Passhöhe verläuft die südliche Gemeindegrenze. Rund zwei Kilometer nördlich des Ortszentrums liegt am Rheinufer der Weiler Barz (321 m ü. M.), etwas mehr als einen Kilometer westlich der Weiler Acheberg (513 m ü. M.) in einer Waldlichtung.
Die Fläche des ehemaligen Gemeindegebiets beträgt 652 Hektar, davon sind 276 Hektar bewaldet und 194 Hektar überbaut. Der höchste Punkt liegt auf 521 Metern auf dem Acheberg-Plateau, der tiefste auf 318 Metern am Rhein.
Die Nachbargemeinden waren das deutsche Küssaberg im Norden, Rekingen im Osten, Tegerfelden im Süden, Döttingen im Südwesten, Klingnau im Westen und Rietheim im Nordwesten.

## Geschichte
Bodenfunde weisen darauf hin, dass die Gegend am Hochrhein bereits während der Jungsteinzeit vor rund 5000 Jahren und auch in der Bronzezeit (1200 v. Chr.) besiedelt war. Um 400 v. Chr. befand sich im Gebiet des heutigen Zurzach eine keltische Siedlung, die durch Gräberfunde unter der Mittskirchstrasse belegt ist.

### Ortsname
Die auf das 4. nachchristlichen Jahrhundert zurückgehende Tabula Peutingeriana kennt einen Ort Tenedo(ne), den man mit Zurzach identifiziert. Der heute Ortsname geht jedoch auf einen galloromanischen -ācum-Namen zurück, der in Verbindung mit einem Personennamen dessen Besitztum benennt. Erstmals bezeugt findet man ihn beim Geographen von Ravenna im 7. Jahrhundert als Wrzacha und dann in einer Urkunde von 830/834 als in Zuriaca. Davon ausgehend rekonstruierte der Germanist Beat Zehnder 1991 den ursprünglichen Namen als *(praedium) Orti-ācum oder *(fundus) Orti-ācus ‘Landgut des Ortius’; das anlautende Z- erklärte er als Verschmelzung des galloromanischen Namens mit der althochdeutschen Präposition ze ‘zu, in’. Der Romanist Andres Kristol zog hingegen 2005 einen anderen zugrunde liegenden Personennamen bei und zog als Erklärung des Ortsnamens ‘Landgut des Turcius’ vor; in diesem Falle liesse sich die Entwicklung des Anlauts von t- zu z- mit der Zweiten Lautverschiebung erklären.
Ältere Erklärungsversuche sind sprachwissenschaftlich haltlos. Johann Jacob Spreng wollte im 18. Jahrhundert in seinem Allgemeinen deutschen Glossarium den Ortsnamen Zurzach auf [acqua] dura ‘hartes Wasser’ zurückführen, Martin Wanner 1893 auf ein angebliches keltisches dur ‘Wasser’ und Paul Oettli 1945 im Rückgriff auf die mythologisierenden Theorien Johann Ulrich Hubschmieds auf lateinisch torta ‘die sich Krümmende, die sich Windende’, womit ‘die aus scheuer Furcht nicht mit Namen genannte in dem Flusse hausende Schlange’ gemeint sei.

### Antike

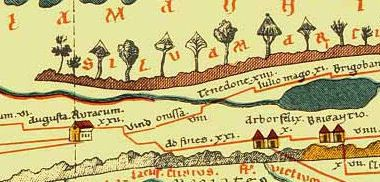
Ausschnitt der Tabula Peutingeriana mit Tenedone

Nach der Niederlage der Helvetier gegen die römische Armee unter Gaius Iulius Caesar in der Schlacht bei Bibracte (58 v. Chr.) gelangte die Region vom Genfersee bis zum Rhein nach und nach unter römische Herrschaft. Nach dem Alpenfeldzug 15. v. Chr. besetzten die Römer das Mittelland. Dabei setzte bei Zurzach/Rheinheim die XIX. Legion über den Fluss und errichtete das 15 bis 9 v. Chr. nachgewiesene und ab 1967 ausgegrabene Römerlager Dangstetten. Vermutlich wurde von dieser Basis aus bis hin zur Wutach ein grösserer Brückenkopf rechts des Rheins gegen Germanien gebildet, denn in diesen Zeitraum fällt auch die Zerstörung des nahe gelegenen, keltischen Oppidums von Altenburg-Rheinau. Ab 14. n. Chr. gehörte die Landschaft am Hochrhein zur Provinz Gallia Belgica und nach 90 n. Chr. zur Germania superior.

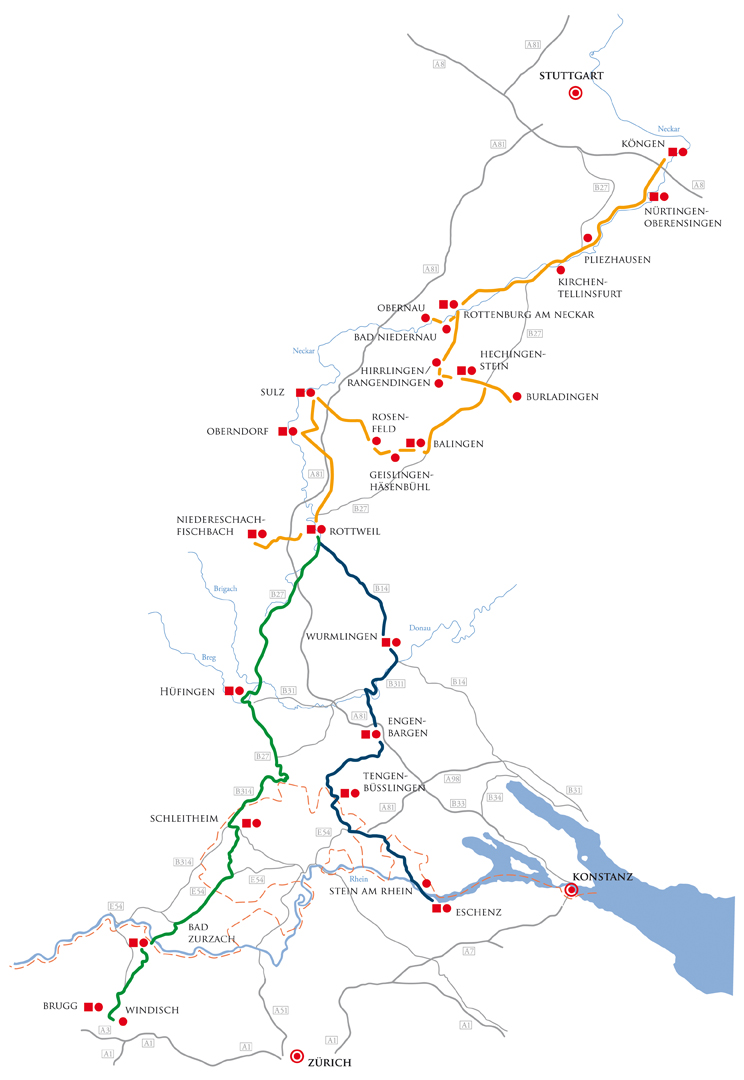
Strasse Vindonissa–Tenedo–Juliomagus–Arae Flaviae

Tenedo wurde wegen des Rheinübergangs zu einem wichtigen Militärstützpunkt in der Nähe des Legionslagers Vindonissa an der Heeresstrasse nach Juliomagus bei Schleitheim und über die Donau nach Arae Flaviae (Rottweil). Im 1. Jahrhundert ist das römische Kastell Zurzach durch Funde von Holzbauten beim Himmelrych, dem heutigen Schloss Zurzach, belegt. Die archäologischen Befunde zeigen Überreste von vier Bauetappen. In der näheren Umgebung des Lagers entstand eine zivile Siedlung (Vicus).
Der römische Gutshof im Quartier Entwiesen (1. bis 3. Jahrhundert) westlich des heutigen Ortszentrums wurde wohl beim Alamannensturm um 260 durch Brand zerstört. Nach dem Limesfall wurde die römische Reichsgrenze in der zweiten Hälfte des 3. Jahrhunderts wieder an den Hochrhein zurückverlegt, und östlich der Siedlung Tenedo wurde am Rheinufer ein stark befestigtes Kastell errichtet (belegt 315), das spätere Doppelkastell Kirchlibuck-Sidelen (belegt 367) mit einem gegenüberliegenden Brückenkopf bei Rheinheim an der Rheinbrücke. Die Überreste des Kastells bei Zurzach sind noch heute ein beeindruckendes Baudenkmal.
Zahlreiche Überreste der bereits vom Zürcher Altertumsforscher Ferdinand Keller um 1860 beobachteten römischen Rheinbrücken bei Tenedo sind erhalten geblieben. Die systematische dendrochronologische Untersuchung einer grösseren Anzahl um 1985 aus dem Flussbett gehobener Jochpfähle ergab eine Fällzeit der verarbeiteten Bäume kurz nach der Mitte des vierten Jahrhunderts. Damit fällt die Bauzeit der Militärbrücke in die Regierungszeit Kaiser Valentinians I. (364–375 n. Chr.), als die Reichsgrenze am Rhein mit zahlreichen Bauten gesichert wurde.
Es ist ungeklärt, wo der als Forum Tiberii, als „Marktplatz des Tiberius“, von Claudius Ptolemäus in seiner Geographike Hyphegesis bezeichnete Ort (auch Prætorium, seu Tribunal Cæsaris op., wo Tiberius Gericht hielt) zu lokalisieren ist. Der deutsche Historiker Joseph Bader setzte ihn mit Zurzach gleich und bezog die Bezeichnung Tenedo auf die Stadt Tiengen, was heute als widerlegt gilt. Auch die Zuschreibung von Forum Tiberii nach Kaiserstuhl gilt als unwahrscheinlich.
Auf die erste Hälfte des 4. Jahrhunderts geht nach einer in mehreren Heiligenviten tradierten Legende der Aufenthalt der Heiligen Verena in Zurzach zurück. Die Überlieferung steht im Zusammenhang mit dem Martyrium der Thebaischen Legion, und sie besagt, Verena sei aus Theben in Ägypten nach Mediolanum (Mailand) gekommen und habe den Hinrichtungsort der thebaischen Soldaten bei Agaunum im Unterwallis besucht. Von dort reiste sie weiter durch die römische Provinz, wo sie als Christin ebenfalls verfolgt wurde, gegen Norden. In Salodurum (Solothurn) lebte sie bei einem Eremiten an der Stelle der heutigen «Verenaschlucht», wo sie Wunder wirkte, weshalb sie der römische Statthalter einsperren liess; nun habe sie diesen jedoch von einer Krankheit geheilt, und er liess sie frei. Über die Aare soll sie bis zum Rhein gekommen sein, wo sie auf einer Insel bei Tenedo gelebt und wiederum wundersame Heilungen bewirkt habe. Die im Bistum Konstanz populäre Heilige galt seit dem Mittelalter unter anderem als Schutzpatronin der Krankenpflegerinnen.
401 zogen die römischen Truppen aus den Provinzen nördlich der Alpen ab. In den folgenden Jahren entstanden im ehemaligen Kastell Kirchlibuck eine Taufkirche und auf dem römischen Gräberfeld an der Strasse von Tenedo gegen Süden nach Vindonissa eine erste Grabkirche, die sich später wegen der Verehrung der Heiligen Verena zu einem beliebten Wallfahrtsort entwickelte. Im mittelalterlichen Verenamünster kann man in der Krypta die Grabstelle der heiligen Frau besuchen.

### Mittelalter

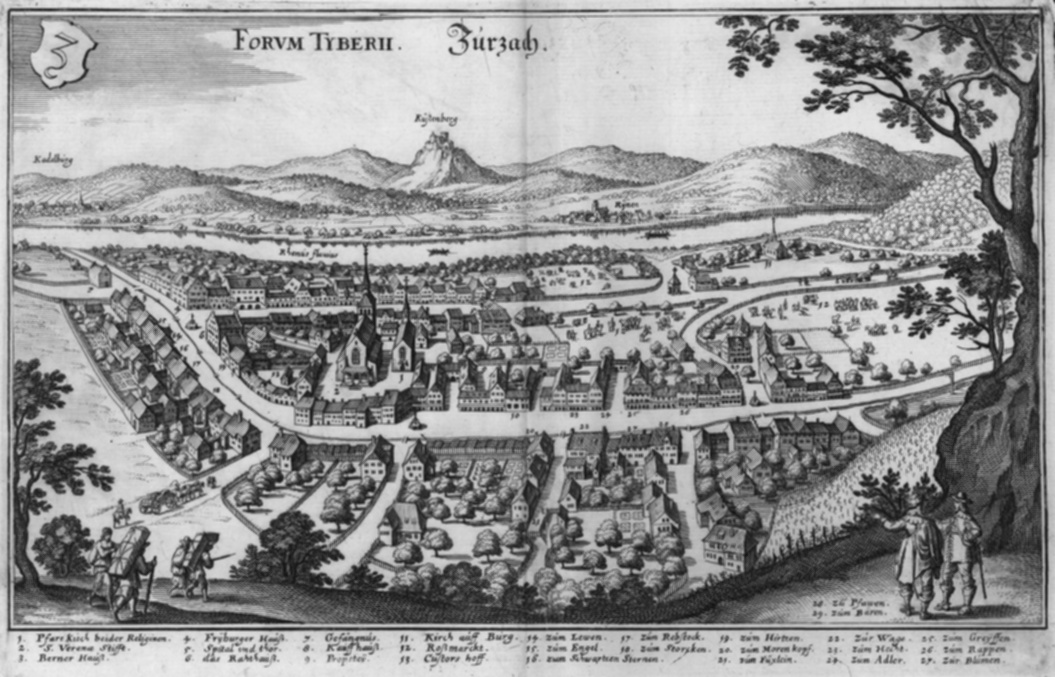
Forum Tiberii (Zurzach), Kupferstich von Matthäus Merian aus Topographia Helvetiae, Rhaetiae et Valesiae

Die Zuwanderung von Alamannen über den Rhein ist durch Gräberfunde aus dem 6. bis 8. Jahrhundert belegt. In dieser Zeit entstand in Zurzach zur Betreuung der Wallfahrt ans Grab der Heiligen Verena ein Doppelkloster der Benediktiner, das 830 mit dem Namen Zuriaca erstmals urkundliche Erwähnung findet. Kaiser Karl III. schenkte das Kloster seiner Gemahlin Richardis, Äbtissin am Damenstift Säckingen und in der Fraumünsterabtei zu Zürich. Später gelangte der Zurzacher Konvent an das Kloster Reichenau. An der Stelle der ersten Memorialkirche der Heiligen Verena entstand um 1000 die frühromanische Stiftskirche, die 1347 über der Krypta einen gotischen Turmchor erhielt. Zurzach entwickelte sich zu einem international bekannten Wallfahrtsort in der Grenzregion zwischen dem Herzogtum Schwaben und dem burgundischen Königreich, dessen Herrscher persönlich das Grab der populären Heiligen besuchten, wie das Mirakelbuch aus jener Zeit berichtet. Zurzach entwickelte sich zu einem bedeutenden religiösen und wirtschaftlichen Zentrum in Schwaben und zu einem europäischen Messeort. Das Kloster Reichenau musste 1279 das Chorherrenstift in Zurzach wegen finanzieller Probleme an das Bistum Konstanz weiterverkaufen.
1415 eroberten die Eidgenossen den Aargau; und Zurzach gehörte nun zur Grafschaft Baden, einer Gemeinen Herrschaft. Die Bedeutung der Zurzacher Messe nahm in der Folge sogar noch zu: Kaufleute aus der ganzen Eidgenossenschaft, aus Süddeutschland und sogar aus den Niederlanden, Mailand und Polen kamen nach Zurzach, um ihre Waren anzupreisen. Höhepunkt war jeweils der Verenatag am 1. September (zum Brauchtum siehe auch: Hurentanz). Die Händler profitierten vom Zollfreistatus des Marktfleckens und der günstigen Lage in der Nähe der Mündung der Aare in den Rhein. Während der Reformation 1529 wurde – im Gefolge des Zürcher Bildersturms – auch ein Teil der Kulturgüter des Stiftes verbrannt. Die Chorherren verliessen Zurzach und konnten bei der Flucht die noch heute im Kirchenschatz vorhandenen Gegenstände retten. In der Folge der Reformation verlor Zurzach seine Bedeutung als Wallfahrtsort. Obwohl der Versuch im 16. Jahrhundert, für Zurzach das Stadtrecht zu erhalten, scheiterte, hatte sich der Messeort zu einem Flecken mit städtischem Aussehen entwickelt, wie der Stich von Merian Forum Tiberii Zurzach zeigt.
Wappen
Die Blasonierung des Gemeindewappens lautet: «In Weiss der schwarze gotische Buchstabe Z.» In dieser Form war das Wappen erstmals auf dem Siegel von 1612 abgebildet. 1702 taucht eine Version mit weiss-grün gespaltenem Schild auf, die gleichberechtigt neben dem ungeteilten weissen Wappen existierte. Schliesslich entschied sich der Gemeinderat 1973 für die weisse Version. Die grün-weiss gespaltene Version wird seither als Bezirkswappen verwendet.

### Neuzeit
Im Jahr 1798 gliederte Frankreich die Schweiz als Satellitenstaat seinem Machtbereich ein. Unter französischem Druck wurde im März 1798 die Helvetische Republik ausgerufen, und Zurzach wurde zunächst Distrikthauptort im kurzlebigen Kanton Baden. Seit der Gründung des Kantons Aargau im Jahr 1803 ist Zurzach Bezirkshauptort. Die Messe verlor im Laufe des 19. Jahrhunderts auch infolge der veränderten Verkehrsströme durch den Bau der Eisenbahnen immer mehr an Bedeutung; 1855 fand die letzte Ledermesse statt. Das Benediktiner-Chorherrenstift St. Verena bestand bis zur Auflösung am 17. Mai 1876. Letzter Chorherr war der Chronist von Zurzach, Johann Huber (1812–1879) aus Hägglingen.

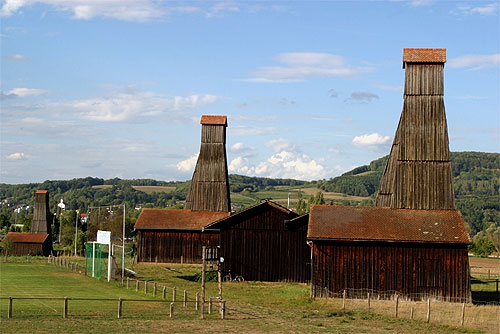
Salzbohrtürme (Salinen)

Zurzach drohte in die wirtschaftliche Bedeutungslosigkeit abzusinken. Doch 1872 nutzte der Textilfabrikant Jakob Zuberbühler einige leerstehende Häuser und zog von Baden hierher. Seine Firma entwickelte sich zum Grossunternehmen. Auch dank der Eröffnung der Bahnstrecke Winterthur–Koblenz im Jahr 1876 zog das Industriezeitalter in Zurzach ein. Ab 1900 entwickelte sich Minet vom Korbwarenproduzenten zum Möbelhersteller. Nach Jahrhunderten der Fährbetriebe konnte 1907 die heute noch bestehende Brücke über den Rhein eingeweiht werden. 1914 entdeckte man bei Zurzach ein unterirdisches Salzlager, das mit Salinen ausgebeutet wurde. Die hölzernen Bohrtürme sind heute noch Zeugen dieser Zeit. Die Schweizerische Sodafabrik (heute Solvay Schweiz) liess sich hier nieder und entwickelte sich über die Jahrzehnte zu einem international tätigen Chemiekonzern. Bei den Salzbohrungen entdeckte man auch die Thermalquelle von Bad Zurzach, die man aber zunächst wieder zubetonierte.
Nach dem Ersten Weltkrieg verloren die von Zuberbühler aufgebauten Firmen durch Misswirtschaft zunehmend an Einfluss und gingen 1929 in Konkurs. Deren Ruinen nutzte ab 1934 die Firma Spiesshofer & Braun (heute Triumph International) für die Produktion ihrer Miederwaren. Zuberbühlers Schuhfabrik gehörte ab 1945 Odermatt & Co. AG und damit auch die Villa Himmelrych. Der Zweite Weltkrieg ging auch an Zurzach nicht spurlos vorüber: Die Landesgrenze wurde gesichert und geschlossen; Einheiten der Grenzbrigade 5 wurden dem Rhein entlang zur Sicherung der Grenze und für Bauarbeiten eingesetzt und im Ort einquartiert. Am Rhein entstand die Sperrstelle Zurzach mit betonierten Bunkern am Flussufer und Panzerbarrikaden. Die Überreste der Sperranlagen bilden ein militärhistorisches Denkmal von nationaler Bedeutung.

### Entwicklung zum Kurort

Historisches Luftbild von Werner Friedli von 1953

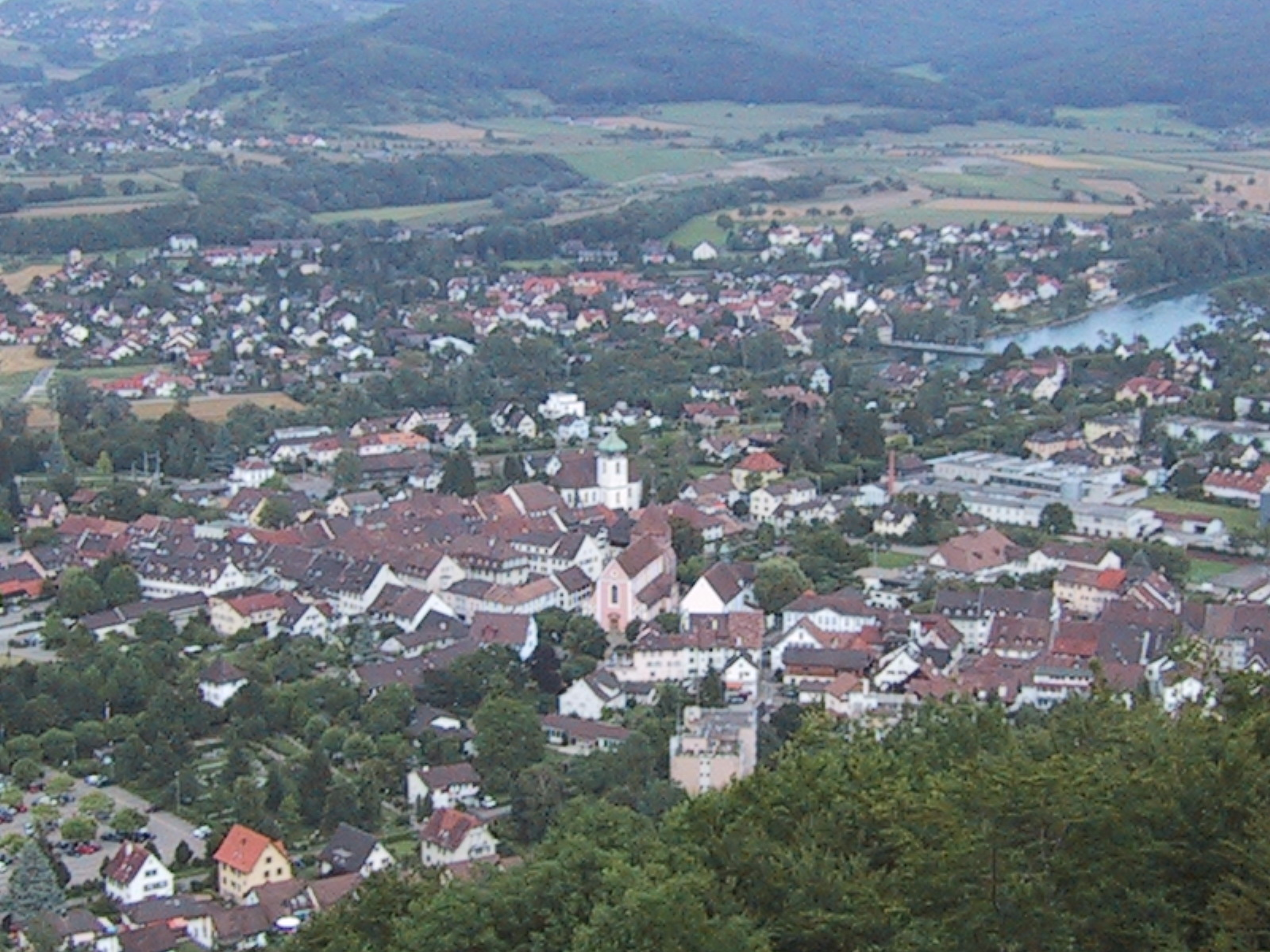
Zurzach vom südlichen Achenberg aus gesehen

Am 5. September 1955 war genügend Kapital vorhanden, um die Thermalquelle erneut anzubohren. Das heisse Wasser brachte die ersten Kurgäste nach Zurzach, das sich in den nächsten Jahren zu einem der bedeutendsten Thermalkurorte der Schweiz entwickelte. Ab 1957 wird das mineralhaltige Wasser auch als Getränk vertrieben. 1964 entstand das von Fedor Altherr entworfene Turmhotel der Thermalquelle AG, das heute als Wahrzeichen des Ortes gilt. Neben den bereits genannten Firmen produziert seit 1964 auch Kägi, ein Küchenbauer aus Winterthur, in Zurzach. 1973 eröffnete eine Rheuma- und Rehabilitationsklinik. 1978 wurde die Villa Himmelrych von Hugo Ammann renoviert und als Deusser-Museum mit dem Namen Schloss Zurzach eingerichtet. Das Bäderquartier wurde mit Hotels und modernem Thermalbad ausgebaut. 1991 wurde ein Fortbildungszentrum für Physio- und Ergotherapie gegründet.

### Neueste Zeit
Bis zu Beginn des 21. Jahrhunderts war die Industrie in Zurzach stark geschrumpft. Minet schloss seine Tore, Solvay Schweiz folgte einige Jahre später mit der Niederlegung der Produktion am Standort Zurzach. Das Gelände der Firmen wurde zu einem Gewerbehaus resp. Industriepark umgewandelt. Bereits 1973 ging Odermatt & Co. AG mit seinen Oco-Schuhen in Konkurs, Kägi in den 1980er Jahren. Triumph International stellte seine Produktion in Zurzach ein und nutzt den Ort nur noch als Verwaltungssitz. Dagegen expandierte der medizinische Bereich weiter. 2004 eröffnete das TCM Ming Dao, das als ambulanter Ableger der RehaClinic Zurzach traditionelle chinesische Medizin anbietet.
Am 21. Mai 2006 beschlossen die Stimmberechtigten eine Namensänderung der Gemeinde, die seit dem 1. August 2006 Bad Zurzach heisst. Rechtskraft erlangte die Änderung durch die offizielle Genehmigung des Bundes am 1. Dezember 2006.

## Gemeinde
Im Jahr 2014 wurde in der Region rund um Bad Zurzach das Projekt «Rheintal+» lanciert, das eine Fusion von neun Aargauer Gemeinden des Zurzibiets zur neuen Gemeinde Zurzach vorsieht. Neben Bad Zurzach sind Baldingen, Böbikon, Kaiserstuhl, Rekingen, Rietheim, Rümikon und Wislikofen Teil des Projekts. Nachdem die Zurzacher Gemeindeversammlung am 23. Mai 2019 mit 395 zu 10 Stimmen der Fusion zugestimmt hatte, wurde der Entscheid am 8. September 2019 in einer Volksabstimmung mit 755 zu 252 Stimmen bestätigt. Aufgrund der Zustimmung in den meisten andern Gemeinden erfolgte die Fusion planmässig am 1. Januar 2022; allerdings lehnte das Stimmvolk von Mellikon die Vorlage knapp ab, sodass diese etwa in der Mitte des Projektperimeters liegende Ortschaft der neuen Grossgemeinde nicht angehört.

### Verwaltung
Die Verwaltung in der Hauptstrasse 50 bestand aus dem Gemeinderat sowie sachlich bestimmten Behörden und Kommissionen. Hinzu kamen Gemeindeverbände, denen bestimmte Einrichtungen zugewiesen sind, zum Beispiel Abwasser, Bevölkerungsschutz, Schwimmbad.

### Gemeinderat
Der Gemeinderat war die oberste leitende und vollziehende Behörde der Gemeinde (Exekutive) und bestand neben dem Amann (Bürgermeister) und seinem Stellvertreter aus drei weiteren, gewählten Personen.
Der Gemeinderat wurde im Majorzverfahren vom Volk gewählt, seine Amtsdauer betrug vier Jahre. Der Gemeinderat führte und repräsentierte die Gemeinde. Dazu vollzog er die Beschlüsse der Gemeindeversammlung und die Aufgaben, die ihm vom Kanton zugeteilt wurden. Für Rechtsstreitigkeiten war in erster Instanz das Bezirksgericht Zurzach zuständig. Bad Zurzach war Sitz des Friedensrichterkreises XVII, der den ganzen Bezirk umfasst.

### Gemeindeversammlung
Die Versammlung der Stimmberechtigten, die Gemeindeversammlung, übte die Legislativgewalt aus und war das oberste Organ der Gemeinde. Sie bestand aus der Gesamtheit der stimmberechtigten Bürger und Bürgerinnen, die in Bad Zurzach wohnhaft sind. Die Gemeindeversammlung entschied auf Antrag des Gemeinderates über die einzelnen Sachgeschäfte. Die Versammlung war öffentlich. Sie fand im Gemeindezentrum Langwies statt.
Grossprojekt: Allgemein als Grossprojekt gilt derzeit die „Umsetzung des neuen Fleckenkonzepts“ [Ortschaftsbezeichnung als (Markt-)Flecken]. Beauftragter zu Kontakt und Austausch mit der Bevölkerung ist der „Fleckenkümmerer“.
Besonderes Vorkommnis
Ab 17. März 2021 fand in der Schweiz als Cyberattacke ein „sogenannter Rundumschlag“ offenbar vorwiegend auf Kommunen statt. In Bad Zurzach wurden „sämtliche Abteilungen der Gemeindeverwaltung […] zum Erliegen gebracht.“ Die Verwaltung war „auf elektronischem Weg mehrere Tage nicht erreichbar. Die Telefonleitungen blieben stumm.“ Persönliche Daten (der Bürgerschaft) seien nicht entwendet worden, dennoch müssen „gewisse Daten wieder zurückgespielt werden.“ Die Täterschaft forderte „einen nicht genauer festgelegten Betrag von Bitcoins.“ Gemeindeschreiber Daniel Baumgartner: „Noch unklar ist, wie hoch der entstandene Schaden die Gemeinde Bad Zurzach zu stehen kommt. […] Es war aber vor allem der Arbeitsausfall unserer Angestellten, der in den letzten Tagen ins Gewicht gefallen ist.“
Bildung
In Bad Zurzach wurden in vier Schulhäusern alle Stufen der obligatorischen Volksschule (Primarschule, Realschule, Sekundarschule und Bezirksschule) unterrichtet. Die nächstgelegenen Gymnasien waren die Kantonsschule Baden und die Kantonsschule Wettingen.

### Bevölkerung
Die Einwohnerzahlen entwickelten sich wie folgt:
| Jahr      | 1510    | 1780 | 1850 | 1900 | 1930 | 1950 | 1960 | 1970 | 1980 | 1990 | 2000 | 2010 | 2020 |
| Einwohner | ca. 500 | 1024 | 948  | 1287 | 1849 | 2401 | 2694 | 3098 | 3068 | 3594 | 3899 | 4161 | 4379 |

Am 31. Dezember 2021 lebten 4514 Menschen in Zurzach, der Ausländeranteil betrug 37,5 %. Bei der Volkszählung 2015 bezeichneten sich 37,9 % als römisch-katholisch und 19,6 % als reformiert; 42,5 % waren konfessionslos oder gehörten anderen Glaubensrichtungen an. 82,9 % gaben bei der Volkszählung 2000 Deutsch als ihre Hauptsprache an, 3,3 % Serbokroatisch, 3,2 % Italienisch, 2,7 % Albanisch, 2,0 % Portugiesisch, 1,6 % Türkisch und 0,7 % Englisch.

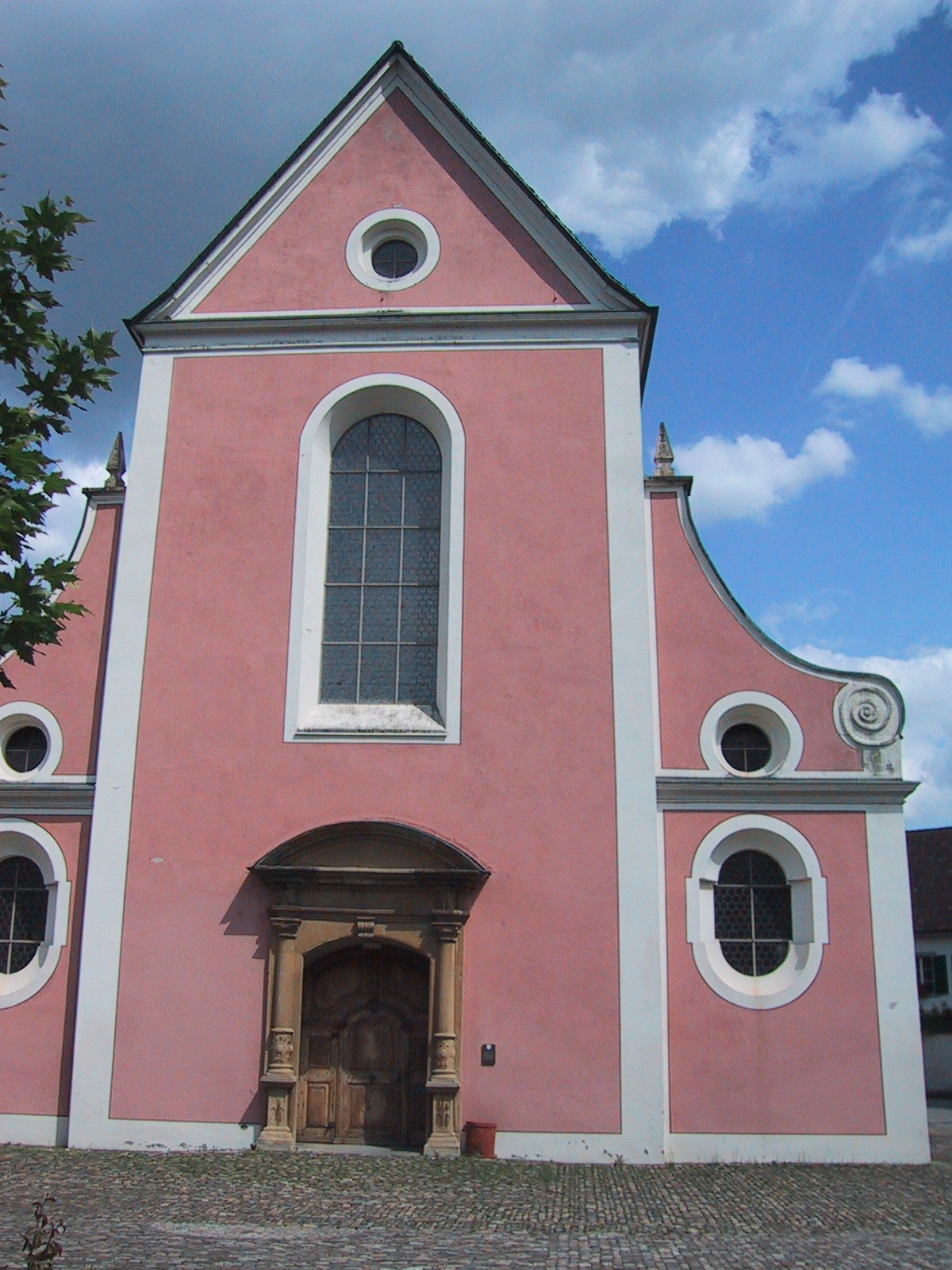
Verenamünster
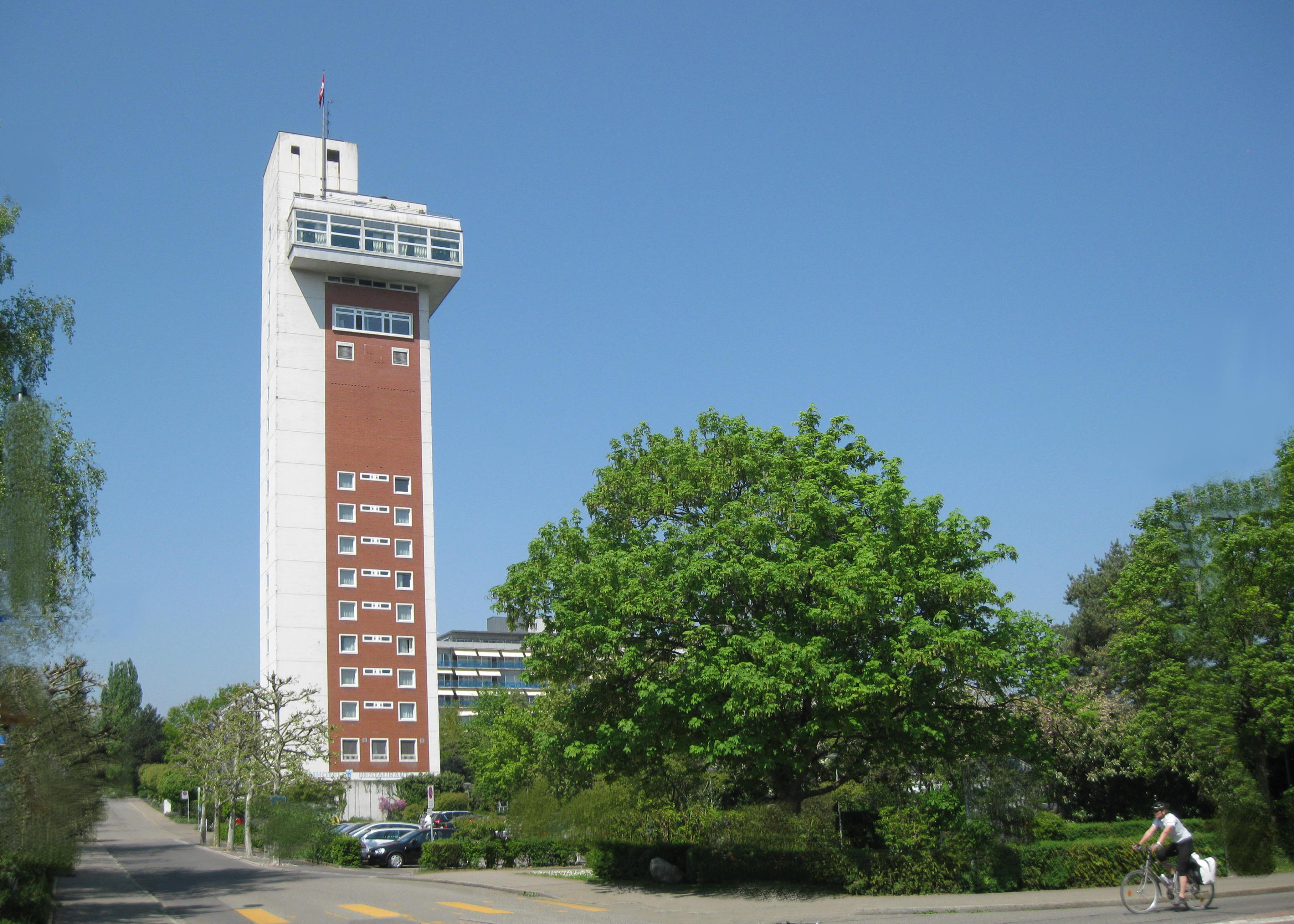
Turmhotel
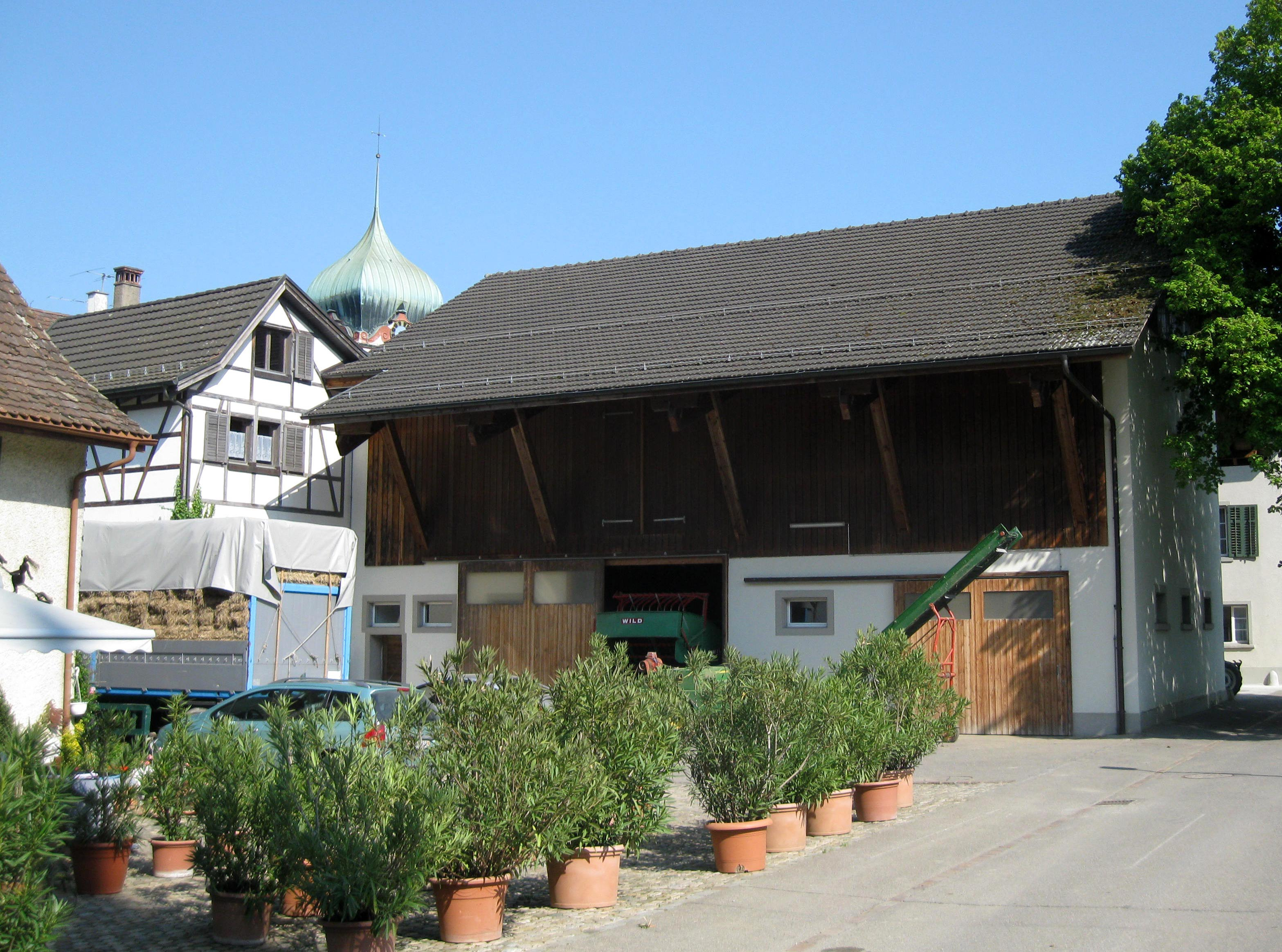
Bauernhof im Flecken
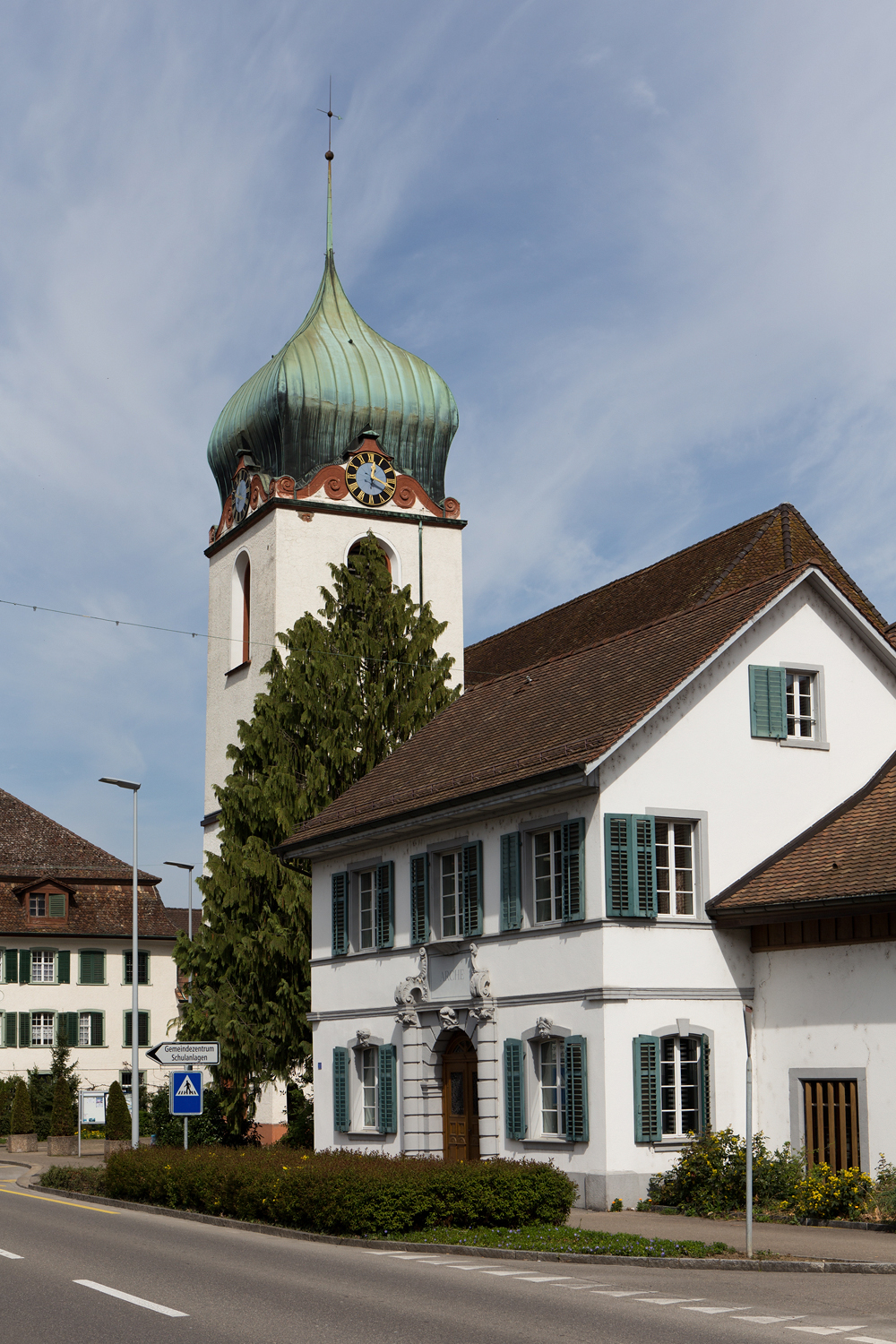
Reformierte Kirche Zurzach und Kirchgemeindehaus «Arche»
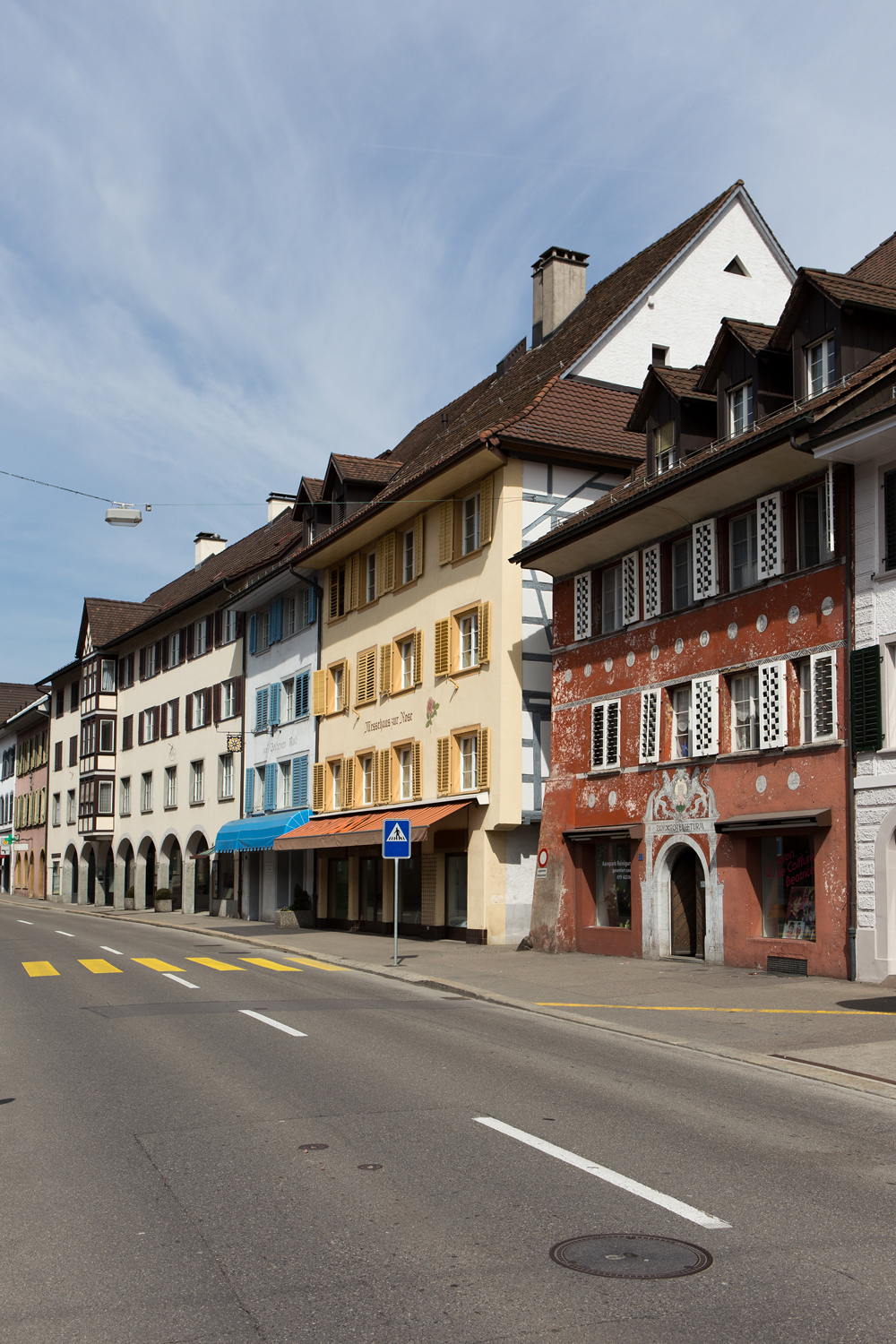
Schwertgasse
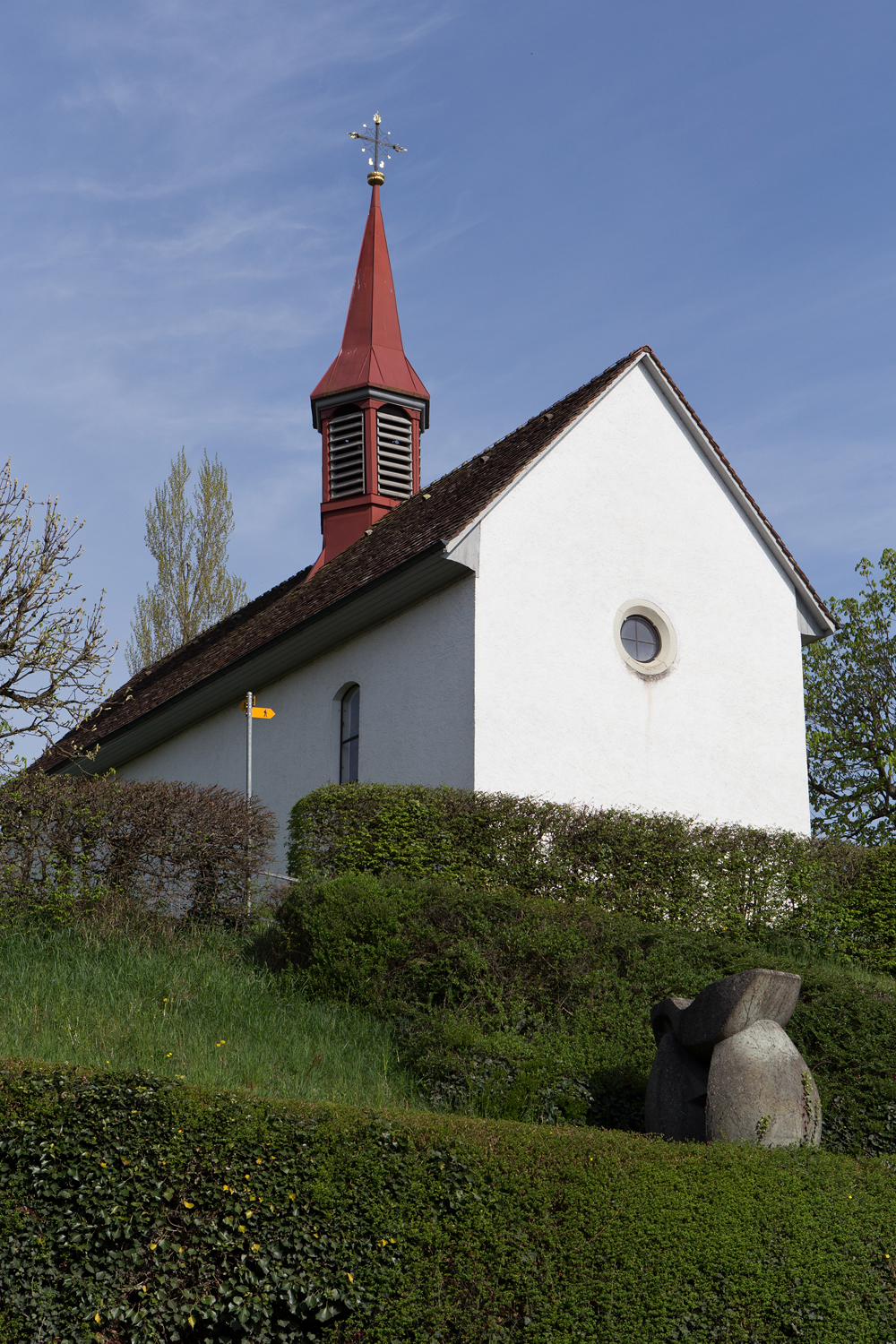
Burgkapelle St. Verena und Mauritius
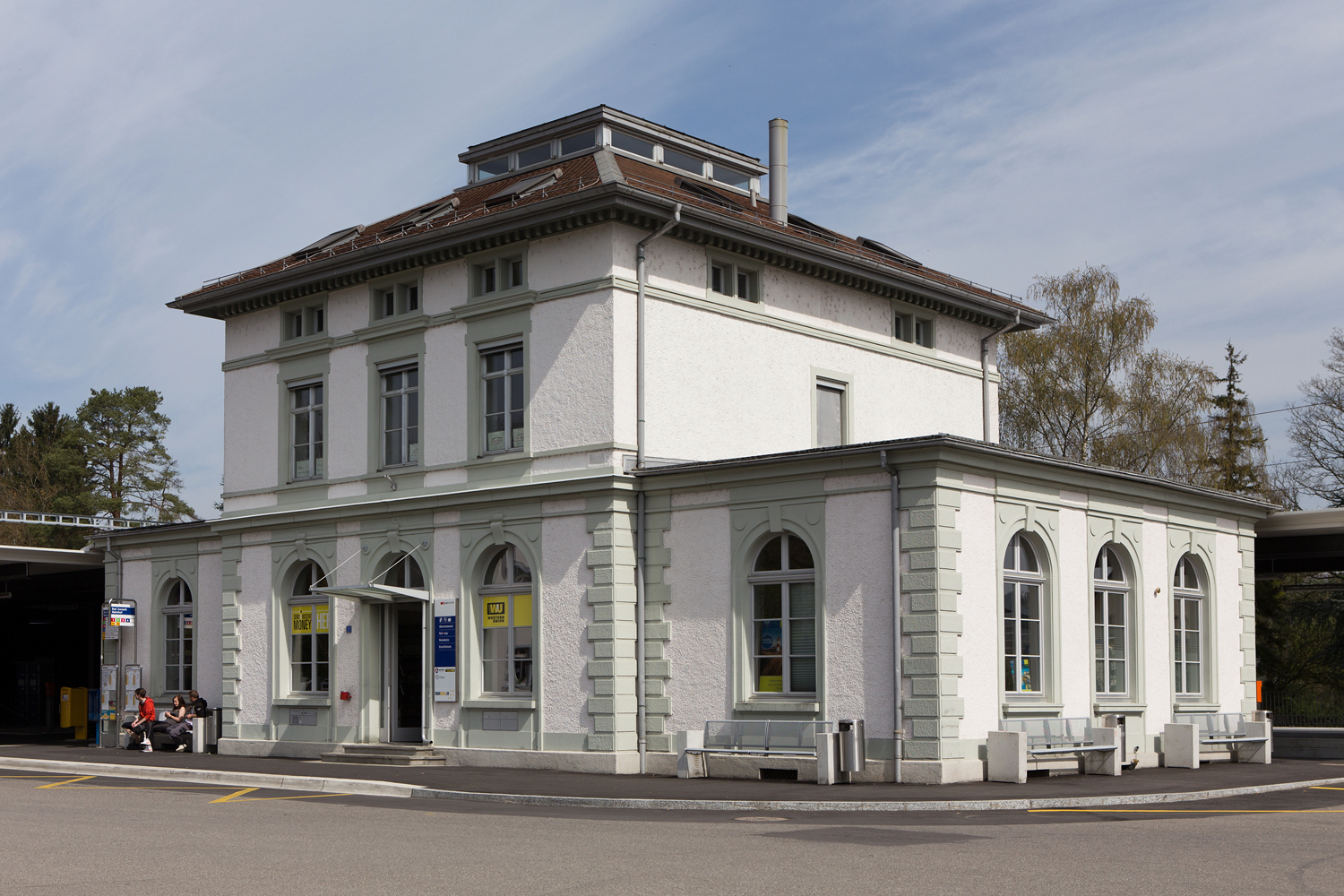
Bahnhof Bad Zurzach
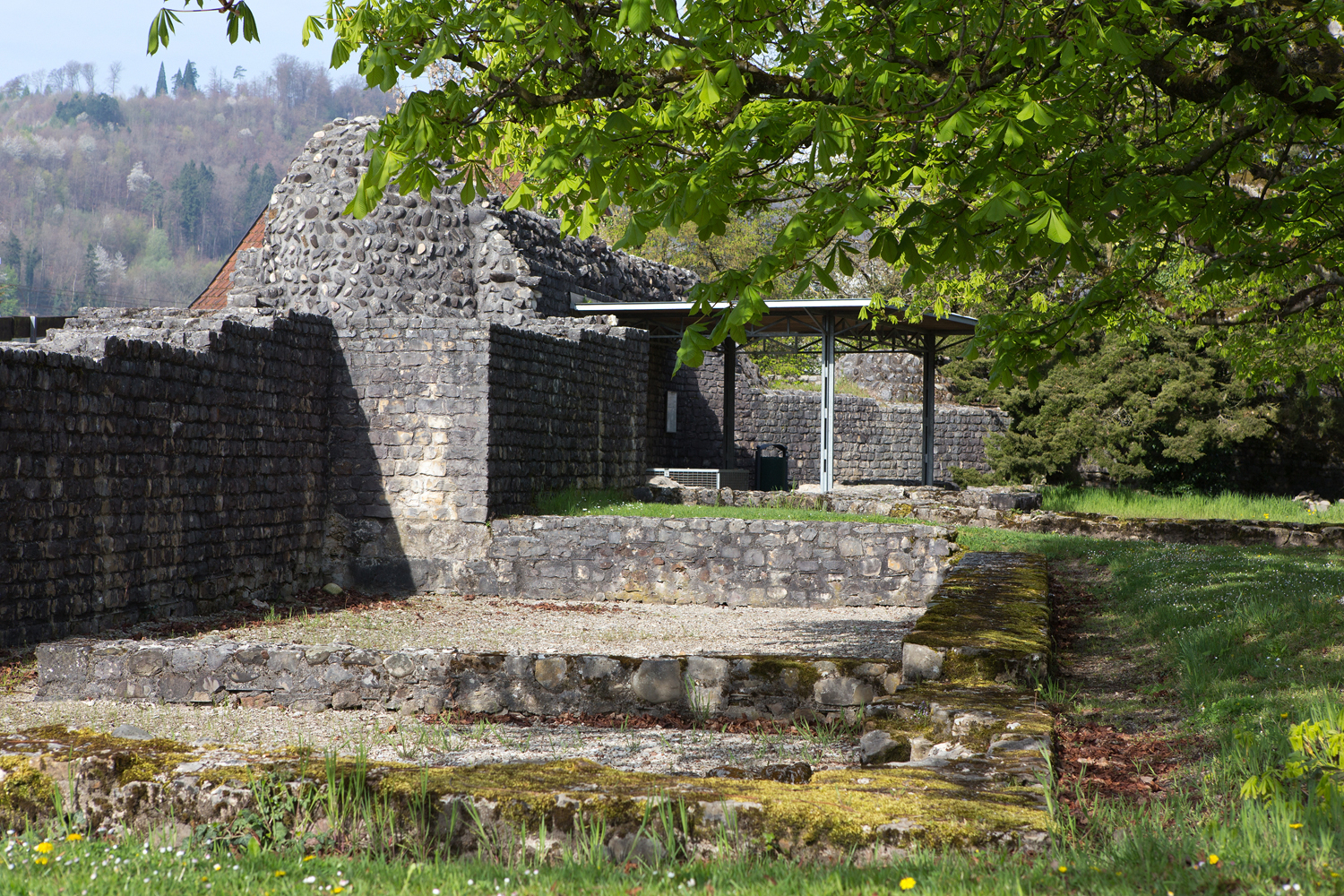
Römisches Kastell Tenedo

## Wirtschaft
In Bad Zurzach gibt es laut der im Jahr 2015 erhobenen Statistik der Unternehmensstruktur (STATENT) rund 3150 Arbeitsplätze, davon 1 % in der Landwirtschaft, 13 % in der Industrie und 86 % im Dienstleistungssektor. Der Hauptfaktor des wirtschaftlichen Geschehens ist das Thermalbad. Das 40 °C warme, salzhaltige Wasser wird aus einer Tiefe von 1000 Metern hochgepumpt. Die moderne Badanlage, zahlreiche Hotels und eine Rehabilitationsklinik machen Bad Zurzach zu einem bedeutenden Touristenort. Das Zurzacher Wasser wird auch in Flaschen abgefüllt und in der ganzen Schweiz als Mineralwasser vertrieben. Weitere wichtige Arbeitgeber sind der weltweit tätige Chemiekonzern Solvay, der Unterwäschehersteller Triumph International und das Transport- und Logistikunternehmen Indermühle.
Die zur Riha Wesergold gehörende Mineralquelle Zurzach AG wurde Ende 2022 geschlossen.

## Verkehr

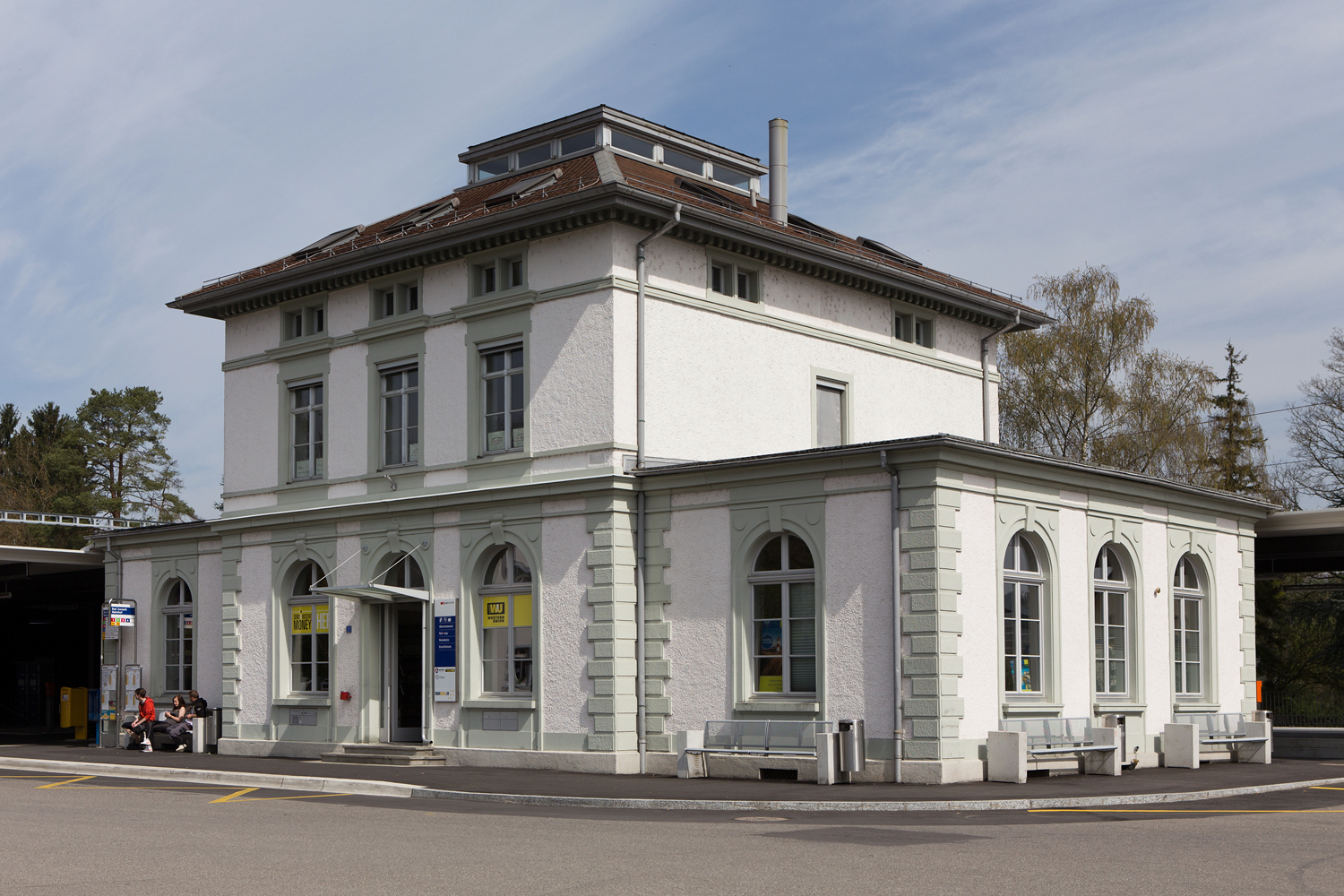
Bahnhof Bad Zurzach

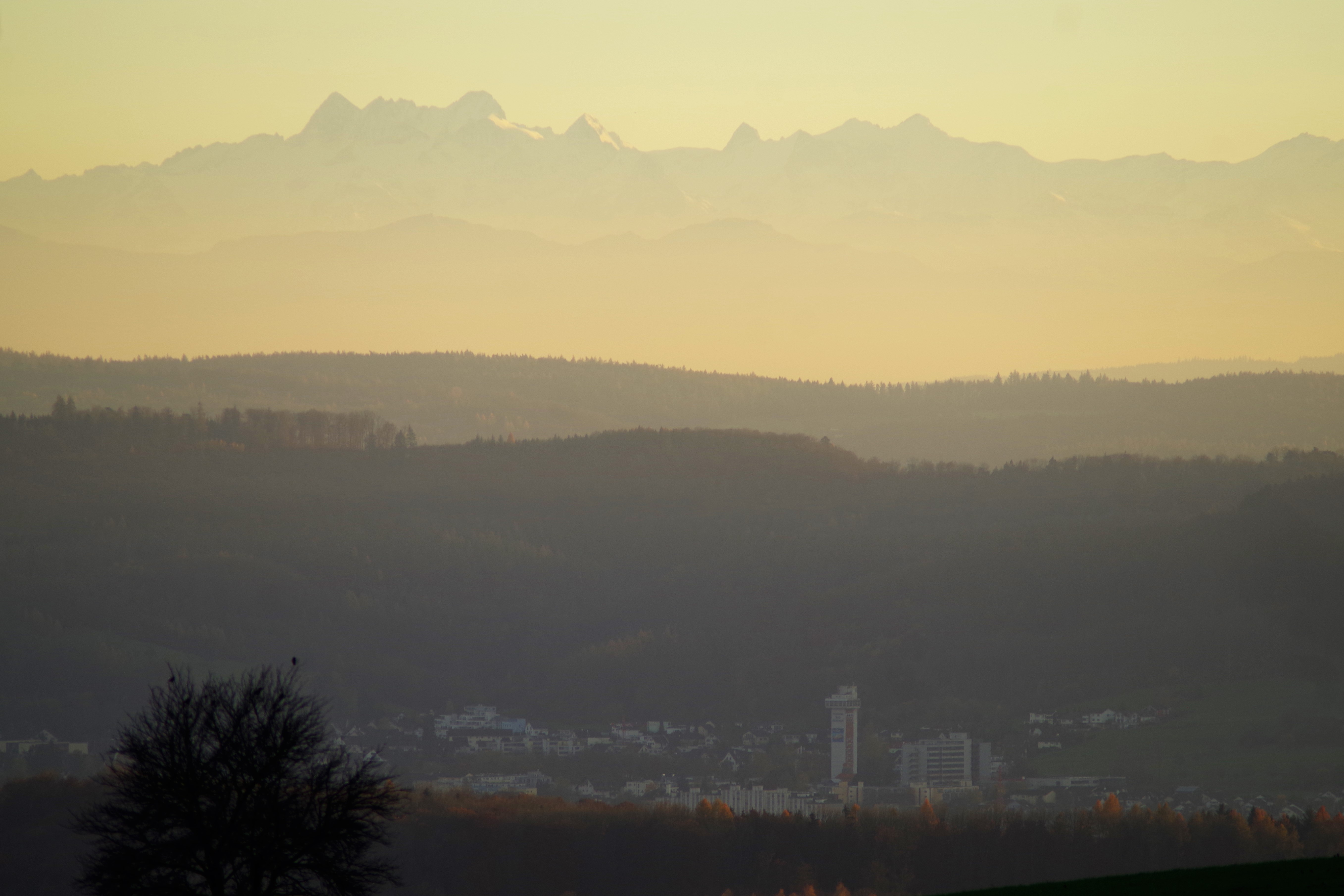
Schönwetterlage: Fernblick vom Hohen Brand bei Breitenfeld auf Bad Zurzach, im Hintergrund (von links) Eiger, Mönch, Aletschhorn, Jungfrau, Mittaghorn, Grosshorn, Lötschentaler Breithorn und Lauterbrunner Breithorn

Bad Zurzach liegt an der Hauptstrasse 7 zwischen Basel und Winterthur. Am östlichen Ortsrand zweigt die Kantonsstrasse 295 über den Zurzacherberg ab, die nach Tegerfelden und Würenlingen führt. Eine Verbindung über die Grenze nach Rheinheim stellt die Rheinbrücke Zurzach–Rheinheim her. Der West-Ost-Durchgangsverkehr zwängte sich einst durch das historische Ortszentrum. Seit 1989 sorgt jedoch ein Tunnel dem Rhein entlang für Entlastung. Zusätzlich zur Nordumfahrung entsteht auch eine Ostumfahrung, um einen weiteren Teil des Durchgangsverkehrs aus dem Ortskern zu verbannen. Der Baubeginn war Anfang 2020, die Fertigstellung ist für Juli 2023 geplant.
SBB-Züge verkehren am Bahnhof Bad Zurzach der Bahnstrecke Winterthur–Koblenz nach Baden, Waldshut und Bülach. In Waldshut besteht Anschluss an die Hochrheinbahn der DB (Schnellzüge nach Basel, Schaffhausen und Konstanz). Zwei Postautolinien führen über Endingen zum Bahnhof Brugg sowie nach Baldingen. In Bad Zurzach selbst verbindet ein Gratisbus die Quartiere mit dem Zentrum und mit Rietheim. An Wochenenden verkehrt ein Nachtbus von Baden über das Surbtal und Klingnau nach Bad Zurzach.

## Sehenswürdigkeiten und Tourismus
- Ortszentrum: Obwohl Zurzach nie das Stadtrecht besass, verleihen die geschlossenen Häuserzeilen im Zentrum dem Ort ein kleinstädtisches Gepräge. Die zahlreichen Messehäuser erinnern an die grossen internationalen Märkte, die bis 1855 hier stattfanden.
- Das Verenamünster war im Mittelalter ein wichtiges Wallfahrtszentrum und dient seit 1876 als katholische Pfarrkirche.
- Obere Kirche: 1517 erbaute, spätgotische Kirche; 1763 im Rokoko-Stil umgebaut; dient seit 1944 als Konzertsaal; Dauerausstellung mit Werken des Malers Pieter van de Cuylen.
- Reformierte Kirche: 1716 erbaute Barockkirche
- Bei Acheberg liegt eine Loretokapelle
- Schloss Zurzach: Ende des 19. Jahrhunderts erbaute herrschaftliche Villa «Himmelrych» des Industriellen Jakob Zuberbühler, Hinweisschild römisches Kastell Zurzach.
- Kastellruinen auf dem «Buck»
- Bezirksmuseum Höfli: in ehem. Chorherrenhaus; Ausstellung zur römischen und frühmittelalterlichen Geschichte der Region.
- Restaurierte Barzmühle
- Messehaus zur Waag, heute Gasthof zur Waag
- Messehaus Engelburg
- Bohrturm-Museum
- Tierpark am Zurzacherberg

### Wanderwege und Velorouten
Bei Bad Zurzach treffen sich verschiedene markierte Wanderwege. Die Route 60 ViaRhenana verläuft dem linken Rheinufer entlang. Die Rhein-Route des Velowegnetzes kreuzt hier die Route 77 Rigi-Reuss-Klettgau, die aus dem Aargau über die Rheinbrücke nach Deutschland führt.

## Persönlichkeiten
- Verena (ca. 260–320), Heilige
- Johann Jetzer (1483–1515), Dominikaner
- Johannes Wagner († 1541), von 1540 bis 1541 Abt des Klosters St. Blasien
- Peter Karl Attenhofer (1765–1844), Regierungsrat
- Udalrich Schaufelbühl (1789–1856), Regierungsrat
- Jacob Meyer (1799–1865), Naturforscher, Geograph und Pädagoge, Rektor der Bezirksschule Zurzach
- Januarius II., Frey, von Zurzach, Abt des Klosters Rheinau 1805–1831
- Johann Huber (1812–1879), letzter Stiftspropst, Domkapitular an St. Verena
- Emil Welti (1825–1899), Bundesrat (FDP)
- August Attenhofer (1828–1862), Porträt- und Kirchenmaler
- Jakob Zuberbühler (1840–1904), Stickereiunternehmer, brachte die Industrialisierung nach Zurzach
- Max Wullschleger (1910–2004), Politiker (KPS/SP/DSP)
- Hans Rudolf Sennhauser (* 1931), Archäologe
- Hans Jörg Huber (1932–2008), Ständerat (CVP)
- Heinrich Ursprung (1932–2024), Biologe, Hochschullehrer, Staatssekretär
- Beat Blaser (* 1953), Jazzmusiker und Musikjournalist
- Alex W. Widmer (1956–2008), Bankmanager